# Fotoroman

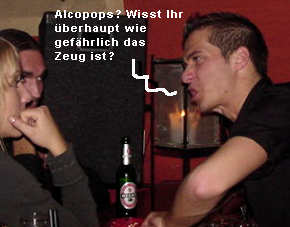
Bild aus dem Fotoroman Stufenfestdrama

Ein Fotoroman (auch Fotocomic) ist eine Folge einzelner Fotos, ähnlich den Standfotos eines Filmes, die zusammen eine Geschichte ergeben. Oft sind in die Fotos Dialoge eingefügt. In der Regel sind es melodramatische Liebesgeschichten. Es gibt zwar kurze Zwischenbemerkungen, die gelegentlich die Bilder verbinden, längere Textpassagen kommen aber nicht vor.
Fotoromane sind in Deutschland im Handel kaum noch erhältlich, und auch in anderen Ländern sterben sie allmählich aus. Sie entstanden zuerst Mitte der 1940er-Jahre in Italien und entwickelten sich dort zu einem langjährigen Massenphänomen mit vielfältigen Ausformungen. So gab es z. B. literarische Fotoromane, denen Klassiker der Weltliteratur zugrunde lagen wie „Die Brautleute“ von Alessandro Manzoni oder „Die Elenden“ von Victor Hugo. Schauspielerinnen wie Sophia Loren, Gina Lollobrigida, Silvana Mangano und viele andere arbeiteten zu Beginn ihrer Karriere für Fotoromane.
Besonders in romanischen Ländern erlebten italienische Fotoromane in den 1970er-Jahren – fast alle von „Lancio“ in Rom – eine hohe Blüte: fast neun Millionen Exemplare im Monat unter verschiedenen Titeln. Übersetzungen – sozusagen „Synchronisationen“ – ins Spanische, Französische, auch ins Deutsche brachten dieselben Geschichten zeitverzögert. In Deutschland erschienen bei Ehapa in den 1980er und 1990er Jahren die Heftserien Angela, Daniela, Michaela und Pamela.
In Zeitschriften wie „Bravo“ finden sich noch heute Fotoromane, gewöhnlicherweise Herz-Schmerz-Geschichten aus der Teenie-Szene. Auch das Satiremagazin Titanic veröffentlicht solche Fotoromane, in der Regel mit Fotos politischer Prominenz.
Im Zeitalter des Internets lebt der Fotoroman allerdings wieder auf, oft auch in Form von Schülerarbeiten für eine Website. Gelegentlich werden auch auf privaten Websites allerlei Fotos zu einem Fotoroman zusammengefügt. Professionell gemachte Fotoromane und -comics gibt es auch im Internet nur sehr wenige. Die meisten Fotocomics sind Produktionen, deren Geschichten mithilfe von Spielzeugfiguren erzählt werden. Der deutsche Superhelden-Fotocomic Union der Helden und das Berliner slice of life Fotocomic-Projekt Lifestrips sind wenige Ausnahmen, in denen lebende Schauspieler zum Einsatz kommen.

Fotoroman auf Ansichtskarten (1913)
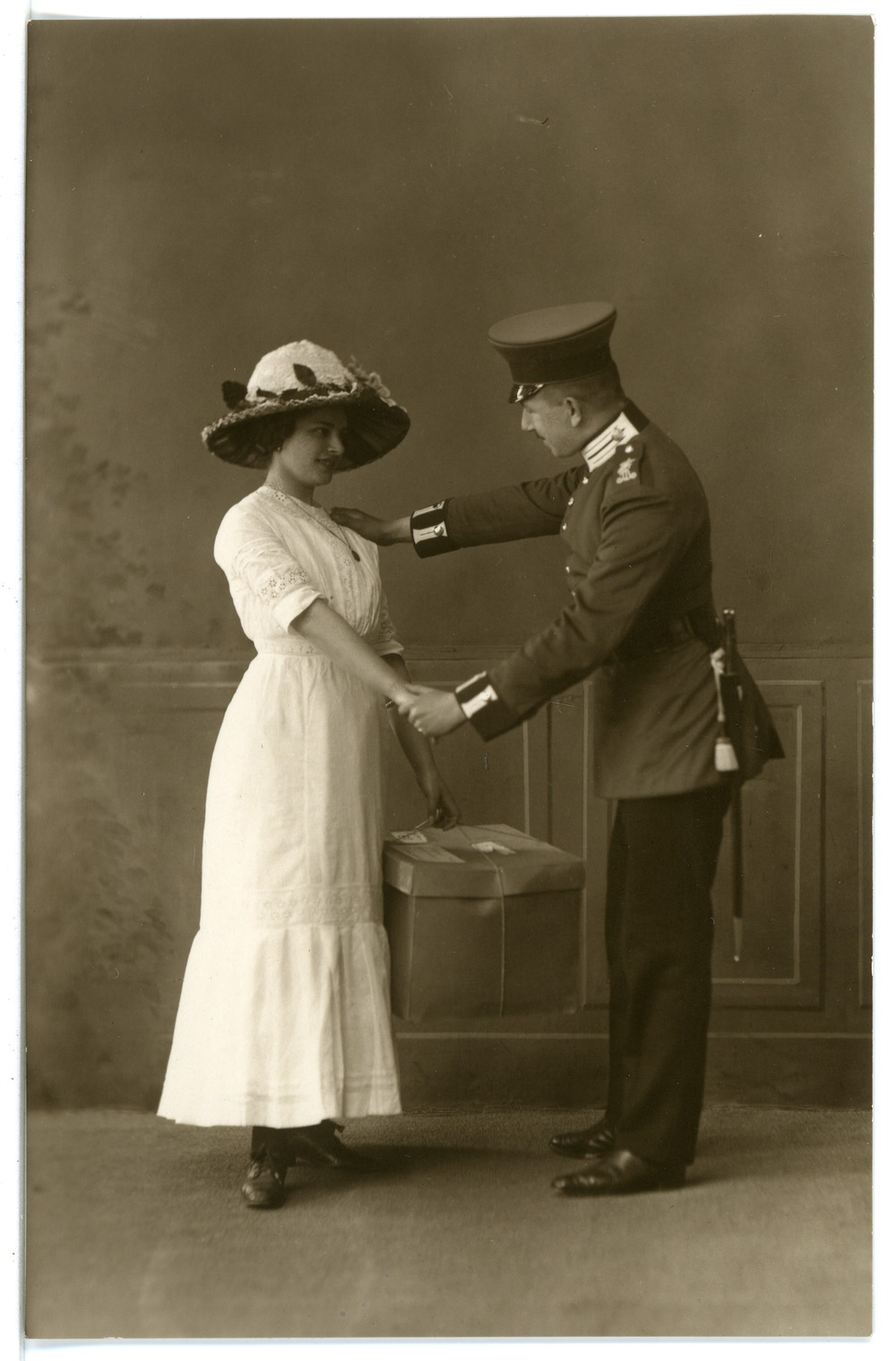
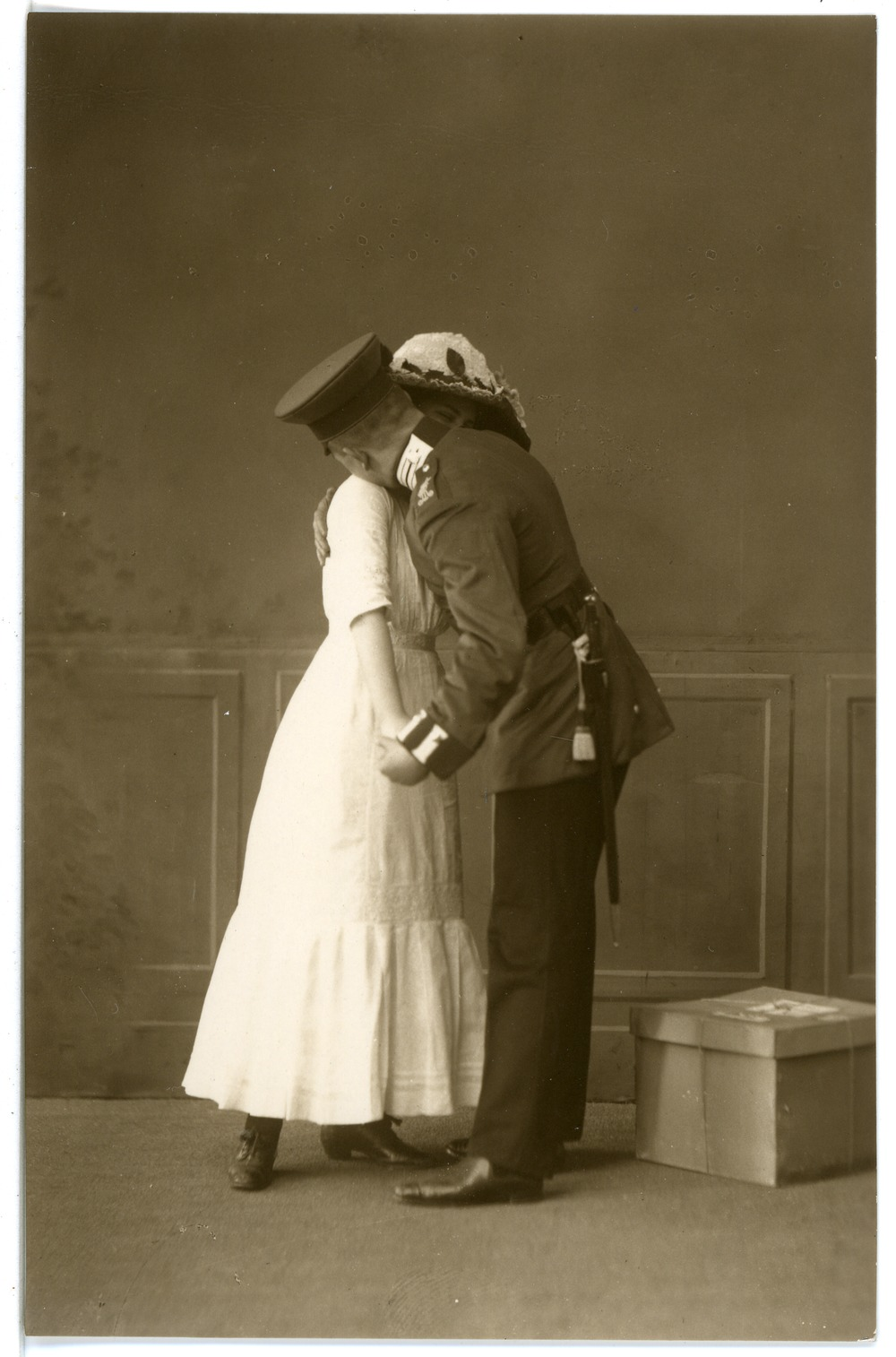
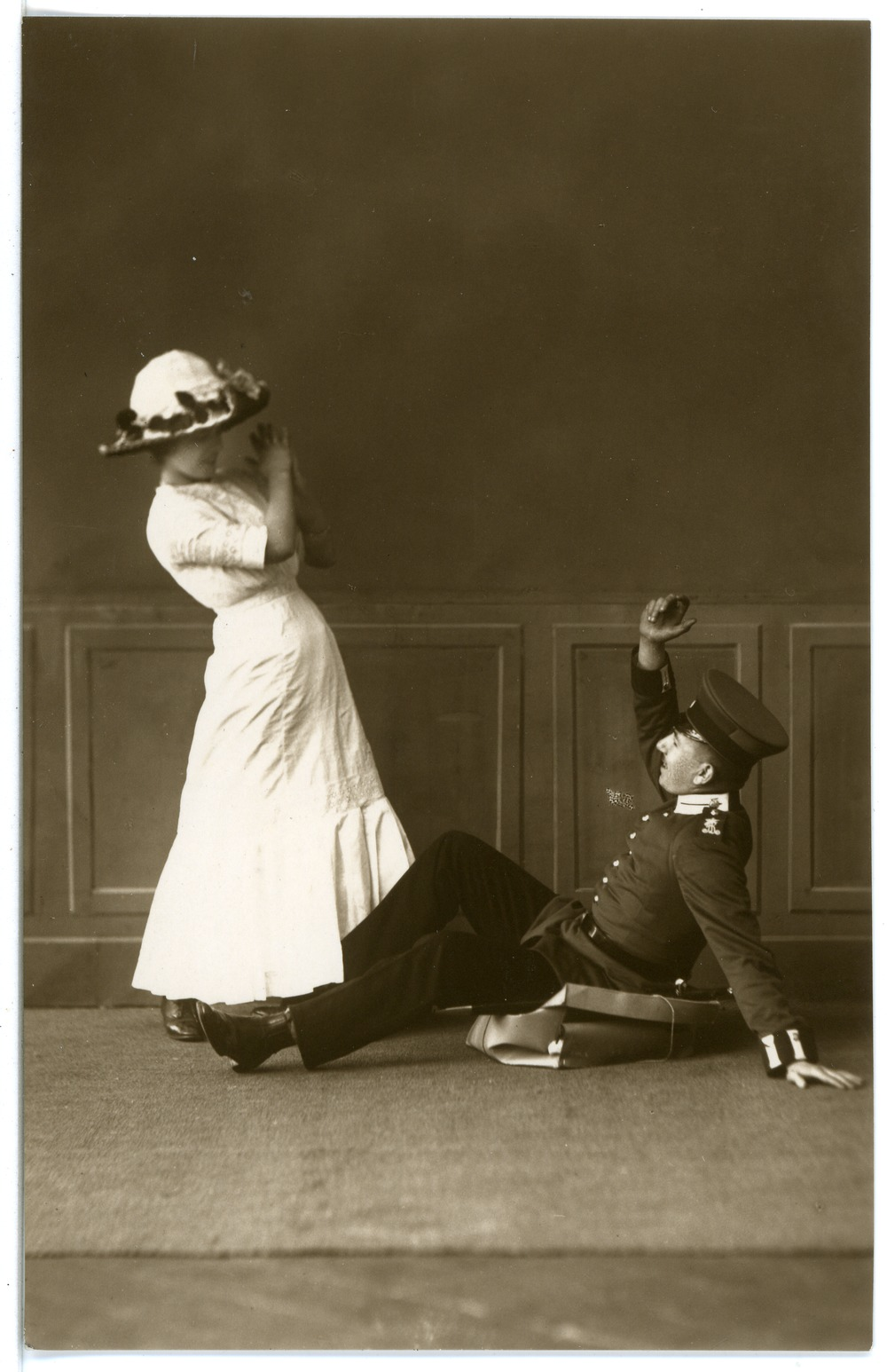
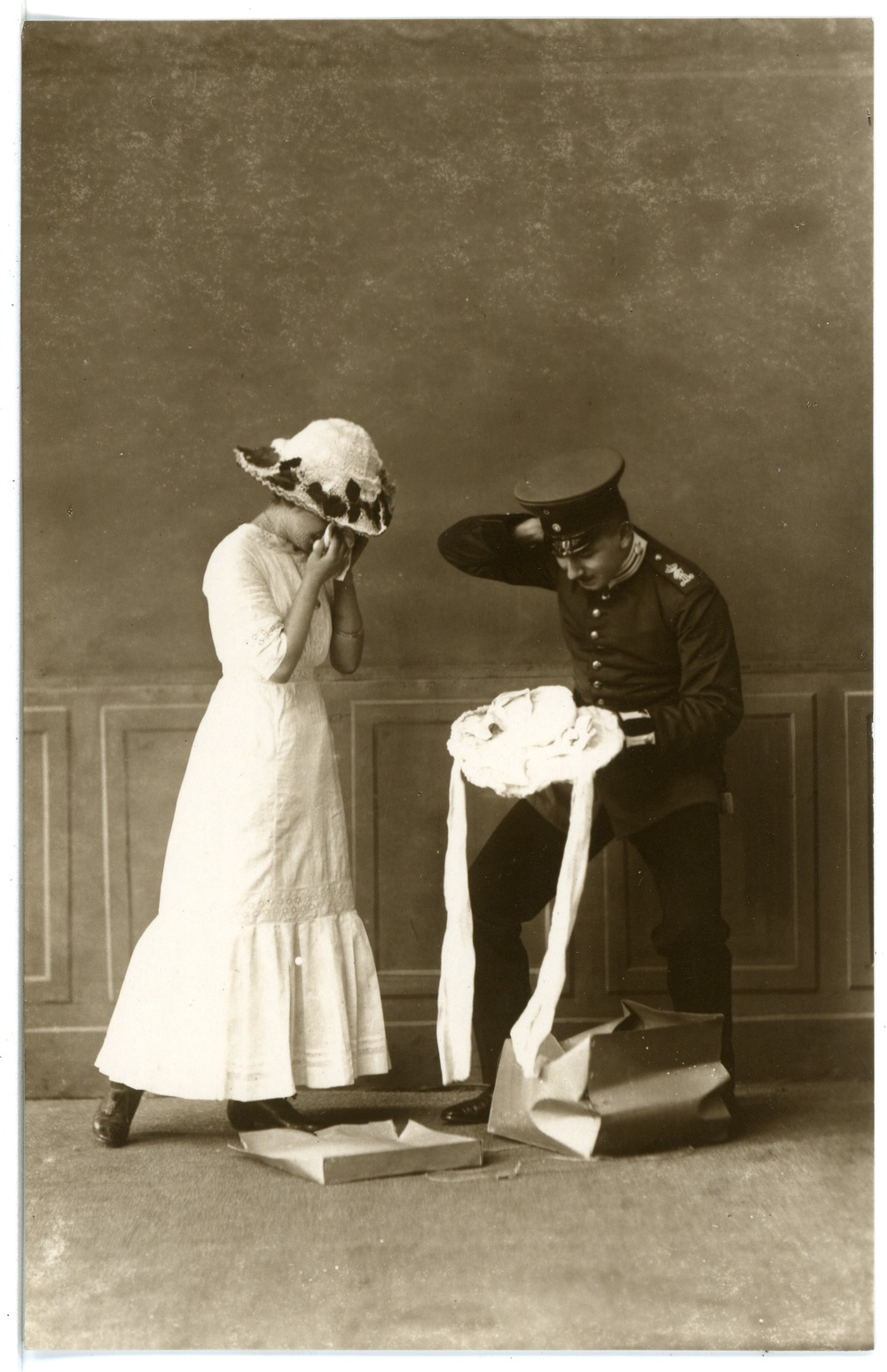
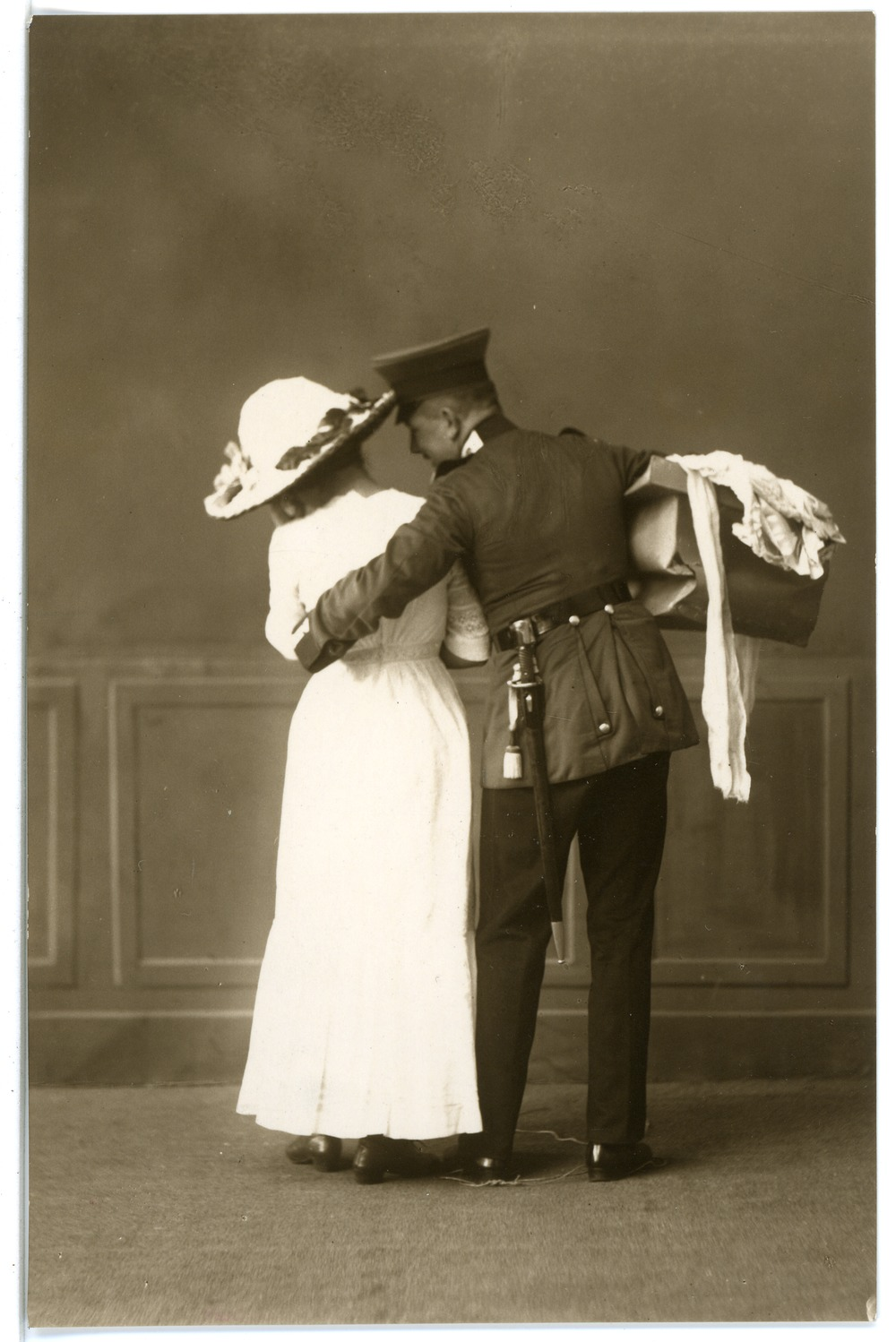